# جني (شخصية ديزني)
جني (بالإنجليزية: Genie)‏ هو شخصية خيالية من شخصيات شركة ديزني وهو مارد ظهر لأول مرة في عام 1992 في فيلم علاء الدين.

## روابط خارجية
- جني على موقع ديزني ويكي.